# Dig Kristus, läkare, vi ber
Dig Kristus, läkare, vi ber är en psalm vars text är skriven av Fred Pratt Green och översatt till svenska av Jonas Jonson. Musiken till är skriven i Strassburg 1545. 
Musikarrangemanget i Psalmer i 2000-talets koralbok är gjort av Harald Göransson.

## Publicerad som
- Nr 886 i Psalmer i 2000-talet under rubriken "Jesus Kristus - människors räddning".